# 纳米格·阿卜杜拉耶夫
纳米格·阿卜杜拉耶夫（1971年1月4日—），阿塞拜疆男子摔跤运动员。他曾代表阿塞拜疆参加1996年、2000年和2004年夏季奥林匹克运动会摔跤比赛，共获得一枚金牌和一枚银牌。